# Powrót syna marnotrawnego (obraz Rembrandta)
Powrót syna marnotrawnego – ostatni obraz Rembrandta namalowany pod koniec jego życia. Dokładna data powstania obrazu nie jest znana, bywa on datowany na rok 1660, 1662 lub też 1668. Jego namalowanie wiązane jest ze śmiercią syna malarza – Tytusa. Dzieło obecnie znajduje się w zbiorach Państwowego Muzeum Ermitażu w Petersburgu. Obraz został wykonany techniką olejną na płótnie.

## Opis obrazu
Obraz jest realistyczny, ale pełen głębi psychologicznej, tajemniczości i duchowości. Prezentuje mistrzowskie operowanie światłem oraz półcieniem.
Na pierwszym planie znajdują się postacie marnotrawnego syna i ojca. Postać syna przejmuje się stanem, w którym się znajduje. Na nogach widoczne są rozpadające się chodaki, ukazujące poranione stopy, a brudne złachmanione ubranie jest w strzępach. Głowa jest ogolona i pokryta strupami. Twarz syna nie jest dobrze widoczna, ale widać na niej grube rysy i ulgę. Lewa jego bosa stopa, symbolizuje uniżoność i szacunek wobec ojca.

Postać ojca wyraża wybaczenie i ulgę z powrotu już opłakanego syna.
Dłonie ojca są symbolicznie różne – jedna jest szeroka, twarda, spracowana, druga zaś smukła i biała, jakby kobieca. Zdają się badać ciało wynędzniałego przybysza. Ojciec ubrany jest starannie, ale ubogo. Wybacza synowi grzechy oplatając go dłońmi. Obraz roztacza aurę duchowości. Jedną z postaci drugiego planu jest wierny syn, który pozostał z ojcem w domu. Jest on bogato ubrany, a jego twarz wyraża zdziwienie. Jest wyraźnie niezadowolony z reakcji ojca na powrót niewiernego syna, który go opuścił i roztrwonił ofiarowane mu bogactwo.
Trzy nierealne, przypominające maski, twarze sług skrytych w półmroku legły u podstaw podejrzeń, iż dzieło zostało dokończone przez innego artystę.

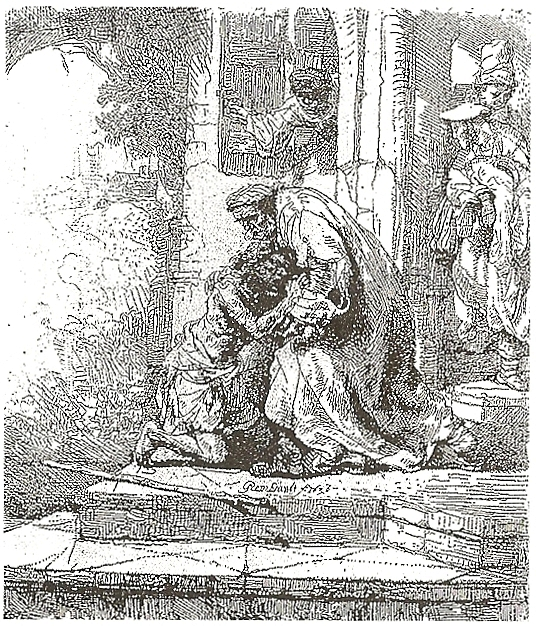
Powrót syna marnotrawnego, lata 30. XVII wieku

Rembrandt podjął temat powrotu syna marnotrawnego ok. 30 lat wcześniej w rysunku o podobnej kompozycji.

## Nawiązania
Obraz stał się jedną z inspiracji piosenki Jacka Kaczmarskiego (wykonywanej głównie przez Przemysława Gintrowskiego) „Syn marnotrawny”. Piosenka ta znalazła się na płycie „Wojna postu z karnawałem” i jest tytułowa dla zbioru 22 jego płyt.